# The X Factor (Vereinigtes Königreich)/Staffel 2
The X Factor ist ein britischer Musikwettbewerb, bei dem nach neuen gesanglichen Talenten gesucht wird. Die zweite Staffel wurde vom 20. August 2005 bis 17. Dezember 2005  ausgestrahlt. Sie war länger als die erste Staffel. Als Jury wurden weiterhin Simon Cowell, Louis Walsh und Sharon Osbourne eingesetzt, während Kate Thornton als Moderatorin zurückkehrte. Ben Shephard moderierte außerdem weiterhin das Spin-Off The Xtra Factor auf dem Fernsehsender ITV2.
Shayne Ward setzte sich gegen knapp 75 Tausend andere Bewerber durch und wurde als Sieger der Staffel gekürt, womit Louis Walsh der gewinnende Juror war. Durch die Teilnahme am Wettbewerb und die damit verbundene Popularität konnte nicht nur Sieger Ward, sondern auch der Zweitplatzierte Andy Abraham, die drittplatzierte Gruppe Journey South und Maria Lawson, die auf dem achten Rang gelandet war, einen Plattenvertrag bekommen. Der Fünftplatzierte Chico Slimani konnte außerdem mit einer Single die britischen Singlecharts anführen.

## Jury, Moderation und andere Besetzung

Jury der zweiten Staffel
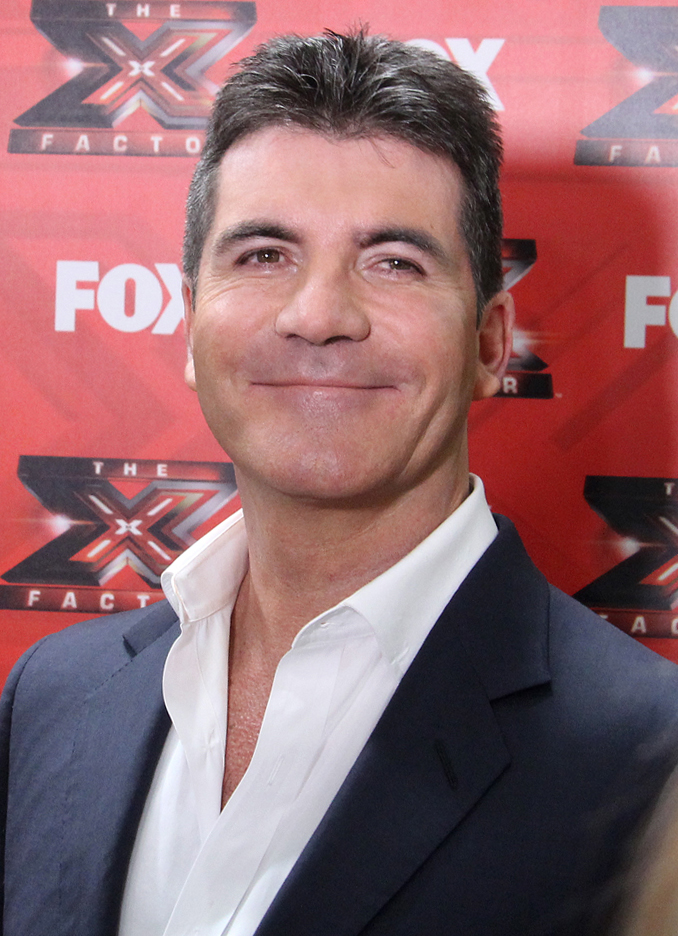
Simon Cowell
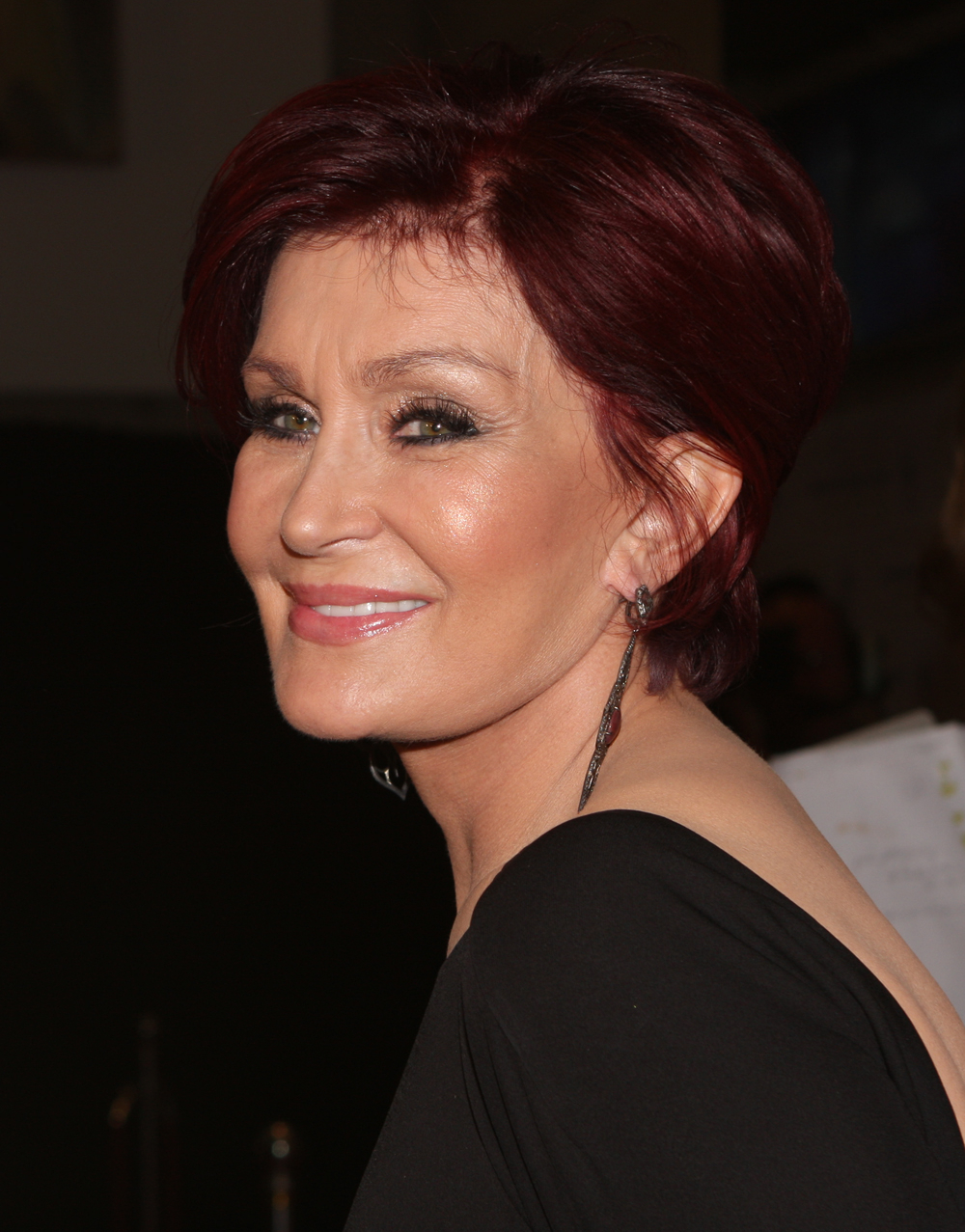
Sharon Osbourne
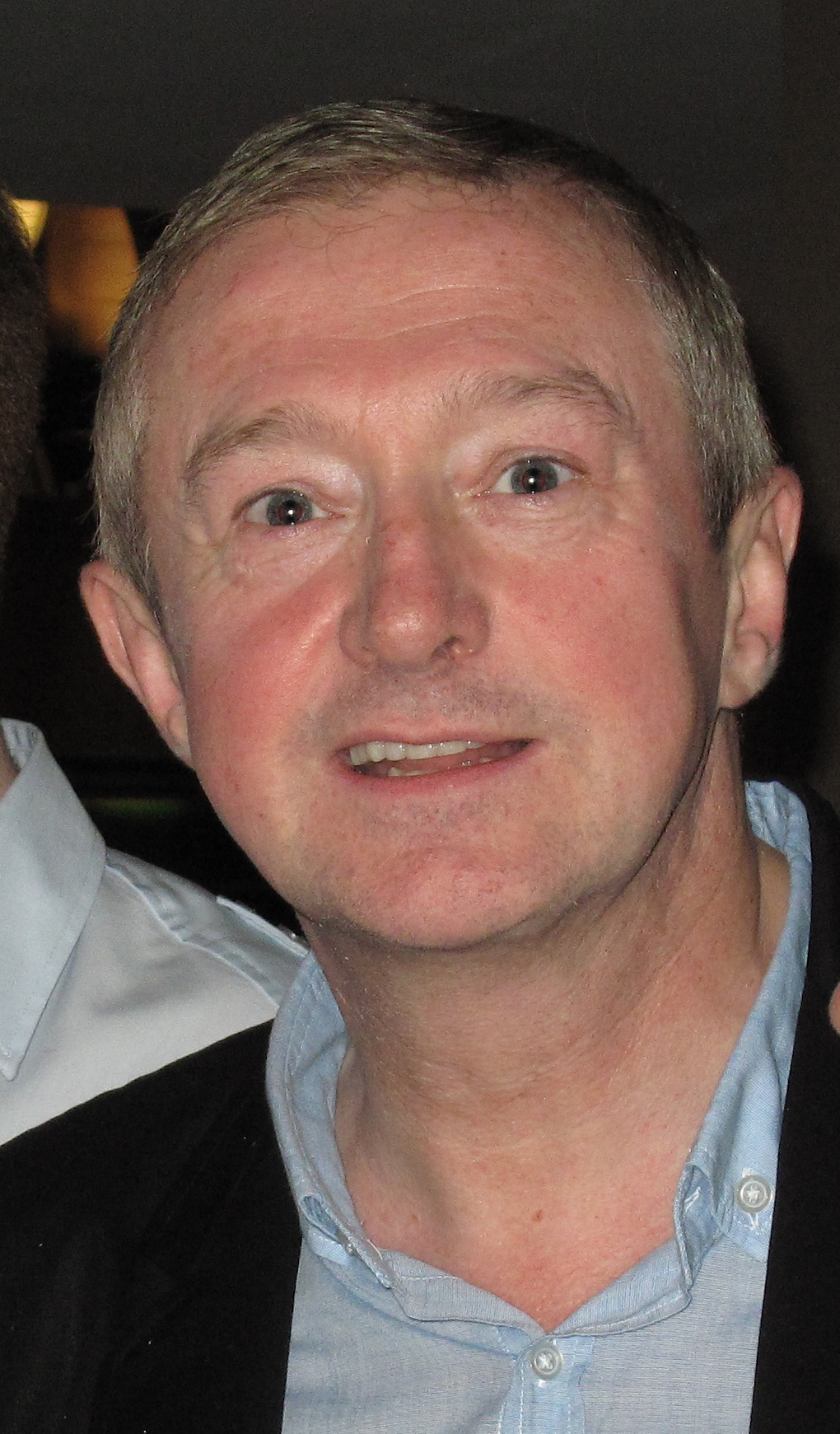
Louis Walsh

Simon Cowell, Sharon Osbourne und Louis Walsh wurden erneut als Juroren der Show eingesetzt, womit Gerüchte darüber, dass Osbourne und Walsh aufgrund finanzieller Gründe nicht wiederkehren würden, als falsch aufgedeckt wurden. Außerdem kehrten Kate Thornton und Ben Shephard als Moderatoren zurück, wobei Shephard nur das Spin-Off The Xtra Factor auf ITV2 moderierte. Yvie Burnett wurde des Weiteren als Vocal Coach engagiert.

## Verlauf
Die Auditions wurden vom 20. August bis zum 24. September 2005 einmal wöchentlich ausgestrahlt. Nach den Auditions wurde jedem Juror eine Kategorie zugeordnet:
- Sharon Osbourne: Over 25s (Solokünstler ab 25 Jahren)
- Louis Walsh: 16-24s (Solokünstler bis 24 Jahre)
- Simon Cowell: Groups (Gruppen)

Die erste Bootcamp-Folge erschien am ersten, die zweite am 8. Oktober. Am Ende des Bootcamps konnte jeder Juror nur sieben seiner Künstler mit in die nächste Runde nehmen.
Die Kandidaten, die es in die Runde Judges' Houses geschafft hatten, fuhren zu einem Haus, das jeweils als das Zuhause ihres Mentors behandelt wurde. Sie wurden dort interviewt und traten ein weiteres Mal auf. Danach hatte jeder Juror die Möglichkeit, vier, statt wie im Vorjahr nur 3, seiner Kandidaten mit in die Live Shows zu nehmen. Damit gab es insgesamt 12 Finalists.
| Juror    | Kategorie | Ort           | Ausgeschiedene Kandidaten                    |
| -------- | --------- | ------------- | -------------------------------------------- |
| Cowell   | Groups    | Marbella      | 4th Base Eskimo Blonde The Brothers          |
| Osbourne | Over 25s  | Beverly Hills | Richie Glynn Justin Hawes Haifa Kayali       |
| Walsh    | 16-24s    | Dublin        | James Bellamy Alexandra Burke Trevor Hodgson |

## Finalisten
Legende:
_ – Sieger
_ – Zweitplatzierter
_ – Drittplatzierter
| Kategorie (Mentor)  | Kandidaten       | Kandidaten      | Kandidaten         | Kandidaten     |
| ------------------- | ---------------- | --------------- | ------------------ | -------------- |
| 16–24s (Walsh)      | Nicholas Dorsett | Phillip Magee   | Shayne Ward        | Chenai Zinyuku |
| Over 25s (Osbourne) | Andy Abraham     | Brenda Edwards  | Maria Lawson       | Chico Slimani  |
| Groups (Cowell)     | 4Tune            | Addictiv Ladies | The Conway Sisters | Journey South  |

## Live Shows/Finals
Während des Wettbewerbs wurden jeden Samstag Abend zwei Liveshows ausgestrahlt.
Bis einschließlich Woche 7 trat jeder Act mit einem Song in der ersten Liveshow auf und das Publikum bekam die Möglichkeit, für ihren Lieblingsact anzurufen. In der zweiten Show wurden dann die beiden Kandidaten mit den wenigsten Stimmen genannt und diese mussten ein weiteres Mal singen, bevor die Jury entschied, wer die Show verlassen musste.
Das Format änderte sich ab der achten Woche, in der jeder Kandidat zwei Mal in der ersten Show und einmal in der Results Show mit einem Song auftrat. Am Ende dieser musste der Act mit den wenigsten Stimmen die Show verlassen.
Die Liveshows begannen am 15. Oktober und das Live-Finale wurde am 17. Dezember 2005 ausgestrahlt.

### ZusammenfassungLive Shows/Finals
Legende
| _ | Kandidat war unter den beiden mit den wenigsten Stimmen (Bottom Two) und musste erneut singen (Final Showdown) |
| _ | Kandidat erhielt die wenigsten Stimmen wurde direkt von der Show ausgeschlossen                                |
| _ | Kandidat wurde als Sieger gekürt                                                                               |

| Act                      | 1. Woche                                             | 2. Woche                                   | 3. Woche                                           | 4. Woche                                            | 5. Woche                                          | 6. Woche                                              | 7. Woche                                                | Viertelfinale                                               | Halbfinale                                                  | Finale                                                      | Finale                                                      |
| Act                      | 1. Woche                                             | 2. Woche                                   | 3. Woche                                           | 4. Woche                                            | 5. Woche                                          | 6. Woche                                              | 7. Woche                                                | Viertelfinale                                               | Halbfinale                                                  | First Vote                                                  | Second Vote                                                 |
| ------------------------ | ---------------------------------------------------- | ------------------------------------------ | -------------------------------------------------- | --------------------------------------------------- | ------------------------------------------------- | ----------------------------------------------------- | ------------------------------------------------------- | ----------------------------------------------------------- | ----------------------------------------------------------- | ----------------------------------------------------------- | ----------------------------------------------------------- |
| Shayne Ward              | Weiter                                               | Weiter                                     | Weiter                                             | Weiter                                              | Weiter                                            | Weiter                                                | Weiter                                                  | Weiter                                                      | Weiter                                                      | Weiter                                                      | Sieger                                                      |
| Andy Abraham             | Weiter                                               | Weiter                                     | Weiter                                             | Weiter                                              | Weiter                                            | Weiter                                                | Weiter                                                  | Weiter                                                      | Weiter                                                      | Weiter                                                      | 2. Platz                                                    |
| Journey South            | Weiter                                               | Weiter                                     | Weiter                                             | Weiter                                              | Weiter                                            | Weiter                                                | Weiter                                                  | Weiter                                                      | Weiter                                                      | 3. Platz                                                    | Ausgeschieden (Finale)                                      |
| Brenda Edwards           | Weiter                                               | Weiter                                     | Weiter                                             | Weiter                                              | Weiter                                            | Weiter                                                | Weiter                                                  | Weiter                                                      | 4. Platz                                                    | Ausgeschieden (Halbfinale)                                  | Ausgeschieden (Halbfinale)                                  |
| Chico Slimani            | Bottom Two                                           | Weiter                                     | Bottom Two                                         | Weiter                                              | Weiter                                            | Weiter                                                | Bottom Two                                              | 5. Platz                                                    | Ausgeschieden (Viertelfinale)                               | Ausgeschieden (Viertelfinale)                               | Ausgeschieden (Viertelfinale)                               |
| The Conway Sisters       | Weiter                                               | Weiter                                     | Weiter                                             | Weiter                                              | 8. Platz                                          | Bottom Two                                            | Bottom Two                                              | Ausgeschieden (Woche 7)                                     | Ausgeschieden (Woche 7)                                     | Ausgeschieden (Woche 7)                                     | Ausgeschieden (Woche 7)                                     |
| Nicholas Dorsett         | Weiter                                               | Weiter                                     | Weiter                                             | Bottom Two                                          | Weiter                                            | Bottom Two                                            | Ausgeschieden (Woche 6)                                 | Ausgeschieden (Woche 6)                                     | Ausgeschieden (Woche 6)                                     | Ausgeschieden (Woche 6)                                     | Ausgeschieden (Woche 6)                                     |
| Maria Lawson             | Weiter                                               | Weiter                                     | Weiter                                             | 1. Platz                                            | 7. Platz                                          | Ausgeschieden (Woche 5)                               | Ausgeschieden (Woche 5)                                 | Ausgeschieden (Woche 5)                                     | Ausgeschieden (Woche 5)                                     | Ausgeschieden (Woche 5)                                     | Ausgeschieden (Woche 5)                                     |
| Chenai Zinyuku           | Weiter                                               | Bottom Two                                 | Weiter                                             | Bottom Two                                          | Ausgeschieden (Woche 4)                           | Ausgeschieden (Woche 4)                               | Ausgeschieden (Woche 4)                                 | Ausgeschieden (Woche 4)                                     | Ausgeschieden (Woche 4)                                     | Ausgeschieden (Woche 4)                                     | Ausgeschieden (Woche 4)                                     |
| Phillip Magee            | Weiter                                               | Weiter                                     | Bottom Two                                         | Ausgeschieden (Woche 3)                             | Ausgeschieden (Woche 3)                           | Ausgeschieden (Woche 3)                               | Ausgeschieden (Woche 3)                                 | Ausgeschieden (Woche 3)                                     | Ausgeschieden (Woche 3)                                     | Ausgeschieden (Woche 3)                                     | Ausgeschieden (Woche 3)                                     |
| 4Tune                    | Weiter                                               | Bottom Two                                 | Ausgeschieden (Woche 2)                            | Ausgeschieden (Woche 2)                             | Ausgeschieden (Woche 2)                           | Ausgeschieden (Woche 2)                               | Ausgeschieden (Woche 2)                                 | Ausgeschieden (Woche 2)                                     | Ausgeschieden (Woche 2)                                     | Ausgeschieden (Woche 2)                                     | Ausgeschieden (Woche 2)                                     |
| Addictiv Ladies          | Bottom Two                                           | Ausgeschieden (Woche 1)                    | Ausgeschieden (Woche 1)                            | Ausgeschieden (Woche 1)                             | Ausgeschieden (Woche 1)                           | Ausgeschieden (Woche 1)                               | Ausgeschieden (Woche 1)                                 | Ausgeschieden (Woche 1)                                     | Ausgeschieden (Woche 1)                                     | Ausgeschieden (Woche 1)                                     | Ausgeschieden (Woche 1)                                     |
|                          |                                                      |                                            |                                                    |                                                     |                                                   |                                                       |                                                         |                                                             |                                                             |                                                             |                                                             |
| Final Showdown           | Addictiv Ladies, Slimani                             | 4Tune, Zinyuku                             | Magee, Slimani                                     | Dorsett, Zinyuku                                    | The Conway Sisters, Lawson                        | The Conway Sisters, Dorsett                           | The Conway Sisters, Slimani                             | Kein Final Showdown mehr, nur noch Zuschauerstimmen zählten | Kein Final Showdown mehr, nur noch Zuschauerstimmen zählten | Kein Final Showdown mehr, nur noch Zuschauerstimmen zählten | Kein Final Showdown mehr, nur noch Zuschauerstimmen zählten |
| Walshs Nominierungen     | Addictiv Ladies                                      | 4Tune                                      | Slimani                                            | Zinyuku                                             | Lawson                                            | The Conway Sisters                                    | - 1                                                     | Kein Final Showdown mehr, nur noch Zuschauerstimmen zählten | Kein Final Showdown mehr, nur noch Zuschauerstimmen zählten | Kein Final Showdown mehr, nur noch Zuschauerstimmen zählten | Kein Final Showdown mehr, nur noch Zuschauerstimmen zählten |
| Osbourne's Nominierungen | Addictiv Ladies                                      | 4Tune                                      | Magee                                              | Dorsett                                             | The Conway Sisters                                | Dorsett                                               | The Conway Sisters                                      | Kein Final Showdown mehr, nur noch Zuschauerstimmen zählten | Kein Final Showdown mehr, nur noch Zuschauerstimmen zählten | Kein Final Showdown mehr, nur noch Zuschauerstimmen zählten | Kein Final Showdown mehr, nur noch Zuschauerstimmen zählten |
| Cowell's Nominierungen   | Slimani                                              | Zinyuku                                    | Magee                                              | Zinyuku                                             | Lawson                                            | Dorsett                                               | -{FN\|2}                                                | Kein Final Showdown mehr, nur noch Zuschauerstimmen zählten | Kein Final Showdown mehr, nur noch Zuschauerstimmen zählten | Kein Final Showdown mehr, nur noch Zuschauerstimmen zählten | Kein Final Showdown mehr, nur noch Zuschauerstimmen zählten |
| Ausgeschiedene           | Addictiv Ladies zwei von drei Nominierungen Mehrheit | 4Tune zwei von drei Nominierungen Mehrheit | Phillip Magee zwei von drei Nominierungen Mehrheit | Chenai Zinyuku zwei von drei Nominierungen Mehrheit | Maria Lawson zwei von drei Nominierungen Mehrheit | Nicholas Dorsett zwei von zwei Nominierungen Mehrheit | The Conway Sisters zwei von zwei Nominierungen Mehrheit | Chico Slimani Zuschauervoting zu wenige Stimmen             | Brenda Edwards Zuschauervoting zu wenige Stimmen            | Journey South Zuschauervoting zu wenige Stimmen             | Andy Abraham Zuschauervoting zu wenige Stimmen              |

### Live Show Details

#### Woche 1 (15. Oktober)
| Kandidat           | Reihenfolge | Song                                       | Ergebnis      |
| ------------------ | ----------- | ------------------------------------------ | ------------- |
| Addictiv Ladies    | 1           | „Superstar“                                | Ausgeschieden |
| Shayne Ward        | 2           | „Right Here Waiting“                       | Weiter        |
| Chico Slimani      | 3           | „Da Ya Think I'm Sexy?“                    | Bottom Two    |
| Journey South      | 4           | „Something About the Way You Look Tonight“ | Weiter        |
| Phillip Magee      | 5           | „Amazed“                                   | Weiter        |
| Brenda Edwards     | 6           | „Son of a Preacher Man“                    | Weiter        |
| The Conway Sisters | 7           | „SOS“                                      | Weiter        |
| Nicholas Dorsett   | 8           | „On the Wings of Love“                     | Weiter        |
| Maria Lawson       | 9           | „Emotion“                                  | Weiter        |
| 4Tune              | 10          | „I Want It That Way“                       | Weiter        |
| Chenai Zinyuku     | 11          | „The Closest Thing to Crazy“               | Weiter        |
| Andy Abraham       | 12          | „Greatest Love of All“                     | Weiter        |

Nominierung der Juroren für Verlassen der Show
- Cowell: Chico Slimani – sagte, die Jury solle eher wahres Talent statt einem Joke Act wählensaid that the judges had to pick the real talent over a „joke act“, um die eigene Gruppe Addictiv Ladies zu schützen.
- Osbourne: Addictiv Ladies – um ihren eigenen Act Chico Slimani zu schützen
- Walsh: Addictiv Ladies – sagte, Slimanie hab das All-round Entertainment Package.

#### Woche 2 (22. Oktober)
| Kandidat           | Reihenfolge | Song                       | Ergebnis      |
| ------------------ | ----------- | -------------------------- | ------------- |
| Andy Abraham       | 1           | „You to Me Are Everything“ | Weiter        |
| Chenai Zinyuku     | 2           | „Young Hearts Run Free“    | Bottom Two    |
| 4Tune              | 3           | „I'll Be There“            | Ausgeschieden |
| Chico Slimani      | 4           | „Play That Funky Music“    | Weiter        |
| Nicholas Dorsett   | 5           | „Let's Get It On“          | Weiter        |
| The Conway Sisters | 6           | „You Raise Me Up“          | Weiter        |
| Maria Lawson       | 7           | „The Way You Make Me Feel“ | Weiter        |
| Phillip Magee      | 8           | „Wind Beneath My Wings“    | Weiter        |
| Journey South      | 9           | „Desperado“                | Weiter        |
| Brenda Edwards     | 10          | „Rescue Me“                | Weiter        |
| Shayne Ward        | 11          | „If You're Not the One“    | Weiter        |

Nominierungen der Jury für Verlassen der Show
- Cowell: Chenai Zinyuku – zum Schutz der eigenen Gruppe, 4Tune.
- Walsh: 4Tune – zum Schutz der eigenen Kandidatin Chenai Zinyuku.
- Osbourne: 4Tune – sagte, Zinyuku hätte bessere Chancen, Musik zu verkaufen.

#### Woche 3 (29. Oktober)
| Kandidat           | Reihenfolge | Song                         | Ergebnis      |
| ------------------ | ----------- | ---------------------------- | ------------- |
| Phillip Magee      | 1           | „Johnny B. Goode“            | Ausgeschieden |
| Brenda Edwards     | 2           | Midnight Train to Georgia    | Weiter        |
| Shayne Ward        | 3           | „Summer of '69“              | Weiter        |
| Chico Slimani      | 4           | „Livin' la Vida Loca“        | Bottom Two    |
| The Conway Sisters | 5           | „Total Eclipse of the Heart“ | Weiter        |
| Chenai Zinyuku     | 6           | „Hero“                       | Weiter        |
| Andy Abraham       | 7           | „Unforgettable“              | Weiter        |
| Journey South      | 8           | „Angel of Harlem“            | Weiter        |
| Nicholas Dorsett   | 9           | „Let's Stay Together“        | Weiter        |
| Maria Lawson       | 10          | „Piece of My Heart“          | Weiter        |

Nominierungen der Juroren zum Verlassen der Show
- Osbourne: Phillip Magee – zum Schutz des eigenen Kandidaten, Chico Slimani.
- Walsh: Chico Slimani – zum Schutz des eigenen Kandidaten, Phillip Magee.
- Cowell: Phillip Magee – sagte, dass er sich allmählich an Slimanis „Unterhaltungsfaktor“ gewöhne.

#### Woche 4 (5. November)
| Kandidat           | Reihenfolge | Song                                  | Ergebnis      |
| ------------------ | ----------- | ------------------------------------- | ------------- |
| Brenda Edwards     | 1           | „Somebody Else's Guy“                 | Weiter        |
| Nicholas Dorsett   | 2           | „I Want You Back“                     | Bottom Two    |
| Andy Abraham       | 3           | „Can't Take My Eyes Off You“          | Weiter        |
| Chenai Zinyuku     | 4           | „Always on My Mind“                   | Ausgeschieden |
| Chico Slimani      | 5           | „Kiss“                                | Weiter        |
| Journey South      | 6           | „The First Time Ever I Saw Your Face“ | Weiter        |
| Maria Lawson       | 7           | „You're Beautiful“                    | Weiter        |
| Shayne Ward        | 8           | „You Make Me Feel Brand New“          | Weiter        |
| The Conway Sisters | 9           | „One Voice“                           | Weiter        |

Nominierungen der Juroren zum Verlassen der Show
- Osbourne: Nicholas Dorsett – sagte, Zinyku verdiene es mehr.
- Cowell: Chenai Zinyuku – sagte, dass Dorsett zuletzt nicht in den Bottom Two gewesen sei und eine zweite Chance verdiene.
- Walsh: Chenai Zinyuku – sagte, es sei sehr schwer zwischen zwei eigenen Kandidaten zu wählen.

#### Woche 5 (12. November)
| Kandidat           | Reihenfolge | Song                    | Ergebnis      |
| ------------------ | ----------- | ----------------------- | ------------- |
| Shayne Ward        | 1           | „Cry Me a River“        | Weiter        |
| Maria Lawson       | 2           | „Brown Sugar“           | Ausgeschieden |
| The Conway Sisters | 3           | „Hold On“               | Bottom Two    |
| Andy Abraham       | 4           | „I'll Make Love to You“ | Weiter        |
| Journey South      | 5           | „Livin' on a Prayer“    | Weiter        |
| Chico Slimani      | 6           | „Hero“                  | Weiter        |
| Nicholas Dorsett   | 7           | „I Believe I Can Fly“   | Weiter        |
| Brenda Edwards     | 8           | „Heartbreaker“          | Weiter        |

Nominierungen der Juroren zum Verlassen der Show
- Osbourne: The Conway Sisters – zum Schutz der eigenen Kandidatin, Maria Lawson.
- Cowell: Maria Lawson – zum Schutz der eigenen Gruppe, The Conway Sisters.
- Walsh: Maria Lawson – ging nach seinem Gefühl.

Walsh's decision to eliminate Lawson caused controversy when Osbourne accused Walsh of being part of the „Irish Mafia“, since both he and The Conway Sisters are Irish. Cowell, though backed his own act to eliminate Lawson, said that if he had to go with his heart, he would have sent his own act home. He felt they would not have a chance to win, and that Lawson had more talent and her elimination would be the first one that the public would disagree with.
Walshs Entscheidung, Lawson zu eliminieren, sorgte für Kontroversen, als Sharon Osbourne ihn beschuldigte, Teil der „Irish Mafia“ zu sein, da sowohl er, als auch The Conway Sisters Iren seien. Obwohl Cowell seine eigene Tat unterstützte, Lawson zu eliminieren, sagte er, wenn er mit seinem Herzen gehen müsste, hätte er seine eigene Gruppe nach Hause geschickt. Er habe das Gefühl, dass sie keine Chance auf einen Sieg haben würden und dass Lawson mehr Talent hätte und ihre Eliminierung die erste sein würde, mit der die Öffentlichkeit nicht einverstanden wäre.

#### Woche 6 (19. November)
| Kandidat           | Reihenfolge | Song                     | Ergebnis      |
| ------------------ | ----------- | ------------------------ | ------------- |
| The Conway Sisters | 1           | „One Moment in Time“     | Bottom Two    |
| Andy Abraham       | 2           | „Me and Mrs. Jones“      | Weiter        |
| Nicholas Dorsett   | 3           | „If I Ever Fall in Love“ | Ausgeschieden |
| Journey South      | 4           | „Angels“                 | Weiter        |
| Brenda Edwards     | 5           | „Last Dance“             | Weiter        |
| Shayne Ward        | 6           | „A Million Love Songs“   | Weiter        |
| Chico Slimani      | 7           | „It's Chico Time“        | Weiter        |

Nominierungen der Juroren zum Verlassen der Show
- Walsh: The Conway Sisters – zum Schutz des eigenen Kandidaten, Nicholas Dorsett.
- Cowell: Nicholas Dorsett – zum Schutz des eigenen Acts, The Conway Sisters.
- Osbourne: Nicholas Dorsett – ohne Begründung.

#### Woche 7 (26. November)
| Kandidat           | Reihenfolge | Song                                         | Ergebnis      |
| ------------------ | ----------- | -------------------------------------------- | ------------- |
| Chico Slimani      | 1           | „Billie Jean“                                | Bottom Two    |
| The Conway Sisters | 2           | „Nothing's Gonna Stop Us Now“                | Ausgeschieden |
| Andy Abraham       | 3           | „I Have Nothing“                             | Weiter        |
| Shayne Ward        | 4           | „I Believe in a Thing Called Love“           | Weiter        |
| Brenda Edwards     | 5           | „I Will Always Love You“                     | Weiter        |
| Journey South      | 6           | „I Still Haven't Found What I'm Looking For“ | Weiter        |

Nominierungen der Juroren zum Verlassen der Show
Osbourne: The Conway Sisters – zum Schutz des eigenen Kandidaten, Chico Slimani.
Cowell: The Conway Sisters – sagte, dass beide Acts es verdient hätten, in den Bottom Two zu sein, aber Slimani habe einen Unterhaltungswert und daher stimmte er dafür, The Conway Sisters zu eliminieren, obwohl sie seine eigene Gruppe waren. Dies war das erste Mal in der Geschichte der Show, dass ein Mentor beschloss, seinen eigenen Act gegen den Act einer anderen Kategorie, nach Hause zu schicken.
- Walsh musste nicht stimmen, da eine Mehrheit schon erreicht war

#### Woche 8: Viertelfinale (3. Dezember)
| Kandidat       | Reihenfolge | 1. Song                   | Reihenfolge | 1. Song                          | Ergebnis      |
| -------------- | ----------- | ------------------------- | ----------- | -------------------------------- | ------------- |
| Journey South  | 1           | „Bad Day“                 | 6           | „Candle in the Wind“             | Safe          |
| Chico Slimani  | 2           | „I Got You (I Feel Good)“ | 7           | „Time Warp“                      | Ausgeschieden |
| Brenda Edwards | 3           | „I'm Outta Love“          | 8           | „I'll Never Love This Way Again“ | Weiter        |
| Shayne Ward    | 4           | „Take Your Mama“          | 9           | „Careless Whisper“               | Weiter        |
| Andy Abraham   | 5           | „Easy Lover“              | 10          | „When I Fall in Love“            | Weiter        |

#### Woche 9: Halbfinale (10. Dezember)
| Kandidat       | Reihenfolge | 1. Song                                  | Reihenfolge | 2. Song            | Ergebnis      |
| -------------- | ----------- | ---------------------------------------- | ----------- | ------------------ | ------------- |
| Andy Abraham   | 1           | „(Everything I Do) I Do It for You“      | 5           | „Lately“           | Weiter        |
| Journey South  | 2           | „You're in My Heart (The Final Acclaim)“ | 6           | „Let It Be“        | Weiter        |
| Brenda Edwards | 3           | „Respect“                                | 7           | „Without You“      | Ausgeschieden |
| Shayne Ward    | 4           | „If Tomorrow Never Comes“                | 8           | „Unchained Melody“ | Weiter        |

#### Woche 10: Finale (17. Dezember)
- Musical guest: The X Factor rejex („My Way“)

| Kandidat      | Reihenfolge | 1. Song                           | Reihenfolge | 2. Song                    | Reihenfolge | 3. Song             | Reihenfolge | 4. Song               | Ergebnis |
| ------------- | ----------- | --------------------------------- | ----------- | -------------------------- | ----------- | ------------------- | ----------- | --------------------- | -------- |
| Journey South | 1           | „Don't Let the Sun Go Down on Me“ | 4           | „Happy Xmas (War Is Over)“ | 7           | „Let It Be“         | -           | bereits ausgeschieden | 3. Platz |
| Andy Abraham  | 2           | „When a Man Loves a Woman“        | 5           | „O Holy Night“             | 8           | „Me and Mrs. Jones“ | 10          | „That's My Goal“      | 2. Platz |
| Shayne Ward   | 3           | „If You're Not the One“           | 6           | „When a Child Is Born“     | 9           | „Over the Rainbow“  | 11          | „That's My Goal“      | Sieger   |

## Rezeption

### Einschaltquoten
| Episode             | Ausstrahlungsdatum | Offizielle ITV1 Einschaltquote | Wöchentlicher Rang |
| ------------------- | ------------------ | ------------------------------ | ------------------ |
| Auditions 1         | 20. August         | 6.72                           | 13                 |
| Auditions 2         | 27. August         | 7.48                           | 10                 |
| Auditions 3         | 3. September       | 7.75                           | 9                  |
| Auditions 4         | 10. September      | 7.29                           | 12                 |
| Auditions 5         | 17. September      | 9.79                           | 5                  |
| Auditions 6         | 24. September      | 10.04                          | 8                  |
| Bootcamp 1          | 1. Oktober         | 8.93                           | 9                  |
| Bootcamp 2          | 1. Oktober         | 8.96                           | 8                  |
| Judges' Houses 1    | 8. Oktober         | 9.09                           | 10                 |
| Judges' Houses 2    | 8. Oktober         | 9.96                           | 7                  |
| Liveshow 1          | 15. Oktober        | 7.87                           | 14                 |
| Live Results 1      | 15. Oktober        | 8.96                           | 11                 |
| Liveshow 2          | 22. Oktober        | 8.47                           | 12                 |
| Live Results 2      | 22. Oktober        | 9.02                           | 8                  |
| Live Show 3         | 29. Oktober        | 8.60                           | 9                  |
| Live Results 3      | 29. Oktober        | 9.52                           | 6                  |
| Live Show 4         | 5. November        | 7.76                           | 13                 |
| Live Results 4      | 5. November        | 7.51                           | 14                 |
| Liveshow 5          | 12. November       | 9.09                           | 10                 |
| Live Results 5      | 12. November       | 8.99                           | 12                 |
| Liveshow 6          | 19. November       | 8.95                           | 12                 |
| Live Results 6      | 19. November       | 8.76                           | 13                 |
| Liveshow 7          | 26. November       | 8.45                           | 21                 |
| Live Results 7      | 26. November       | 9.13                           | 14                 |
| Liveshow 8          | 3. Dezember        | 10.00                          | 9                  |
| Live Results 8      | 3. Dezember        | 8.95                           | 18                 |
| Liveshow 9          | 10. Dezember       | 7.80                           | 16                 |
| Live Results 9      | 10. Dezember       | 8.48                           | 14                 |
| Live Finale         | 17. Dezember       | 9.65                           | 7                  |
| Live Finale Results | 17. Dezember       | 9.90                           | 6                  |

## Kontroversen

### Eliminierung Maria Lawsons und „Irish Mafia“
Nach dem Final Showdown der fünften Liveshow wurde viel über Louis Walshs Entscheidung, The Conway Sisters im Wettbewerb zu behalten und Maria Lawson dafür zu eliminieren, diskutiert. Osbourne sagte später, Walsh wäre Teil der „irischen Mafia“, da The Convey Sisters, wie Walsh, Iren sind. Als am Ende der Show die Voting-Ergebnisse aller Liveshows veröffentlicht wurden, zeigte sich, dass Lawson doppelt so viele Anrufe als die Conway Sisters erhalten hatte.

### Louis Walsh
Später wurden Gerüchte laut, die besagten, Louis Walsh hätte die Show aufgrund von Mobbing von Seiten seiner Mitjuroren verlassen. Neben dem medialen Aufsehen auf seine Entscheidung gegenüber Maria Lawson hatte es verbale Angriffe gegenüber ihm gegeben. Zusätzlich hatte ihn Sharon Osbourne am 19. November 2005 im Laufe der sechsten Liveshow mit Wasser beschüttet. Zuvor hatte Walsh sie gefragt, ob sie auf Drogen sein und ob sie denn „Ozzys“ Drogen nehme, nachdem sie angefangen hatte, Journey Souths Auftritt positiv zu bewerten. Cowell soll Walsh inständig gebeten haben, zurückzukommen, nachdem dieser wohl tatsächlich die Show verlassen wollte. Louis Walsh erklärte, er hätte das Gefühl gehabt, dem Druck nicht mehr standhalten zu können und tat den Gedanken, dass der Vorfall ein PR-Gag gewesen sein könnte, damit ab.